# AJ Hurt
Amelia Josephine „AJ” Hurt (ur. 5 grudnia 2000 w Truckee w stanie Kalifornia) – amerykańska narciarka alpejska, brązowa medalistka mistrzostw świata juniorów.

## Osiągnięcia

### Igrzyska olimpijskie
| Miejsce | Dzień    | Rok  | Miejscowość | Konkurencja | Czas biegu | Strata | Zwyciężczyni |
| ------- | -------- | ---- | ----------- | ----------- | ---------- | ------ | ------------ |
| DNF1    | 7 lutego | 2022 | Pekin       | Gigant      | 1:55,69    | –      | Sara Hector  |
| 34.     | 9 lutego | 2022 | Pekin       | Slalom      | 1:44,98    | +7,21  | Petra Vlhová |

### Mistrzostwa świata
| Miejsce | Dzień     | Rok  | Miejscowość       | Konkurencja       | Czas biegu | Strata | Zwyciężczyni                        |
| ------- | --------- | ---- | ----------------- | ----------------- | ---------- | ------ | ----------------------------------- |
| 29.     | 11 lutego | 2021 | Cortina d’Ampezzo | Supergigant       | 1:25,51    | +3,38  | Lara Gut-Behrami                    |
| DNF2    | 15 lutego | 2021 | Cortina d’Ampezzo | Superkombinacja   | 2:07,22    | –      | Mikaela Shiffrin                    |
| DNQ     | 16 lutego | 2021 | Cortina d’Ampezzo | Gigant równoległy | –          | –      | Marta Bassino Katharina Liensberger |
| DNF1    | 18 lutego | 2021 | Cortina d’Ampezzo | Gigant            | 2:30,66    | –      | Lara Gut-Behrami                    |
| DNF2    | 20 lutego | 2021 | Cortina d’Ampezzo | Slalom            | 2:30,66    | –      | Katharina Liensberger               |

### Mistrzostwa świata juniorów
| Miejsce | Dzień       | Rok  | Miejscowość  | Konkurencja | Czas biegu | Strata | Zwyciężczyni          |
| ------- | ----------- | ---- | ------------ | ----------- | ---------- | ------ | --------------------- |
| 8.      | 30 stycznia | 2018 | Davos        | Gigant      | 1:39,66    | +1,75  | Julia Scheib          |
| DNF1    | 31 stycznia | 2018 | Davos        | Slalom      | 1:46,51    | –      | Meta Hrovat           |
| DNF     | 4 lutego    | 2018 | Davos        | Supergigant | 1:12,22    | –      | Kajsa Vickhoff Lie    |
| DNF2    | 5 lutego    | 2018 | Davos        | Kombinacja  | 2:03,41    | –      | Aline Danioth         |
| 7.      | 8 lutego    | 2018 | Davos        | Zjazd       | 1:10,10    | +0,72  | Kajsa Vickhoff Lie    |
| 7.      | 19 lutego   | 2019 | Val di Fassa | Gigant      | 1:54,99    | +1,80  | Alice Robinson        |
| DNF1    | 20 lutego   | 2019 | Val di Fassa | Slalom      | 1:47,70    | –      | Meta Hrovat           |
| DNF     | 24 lutego   | 2019 | Val di Fassa | Supergigant | 1:14,54    | –      | Hannah Sæthereng      |
| DNF1    | 24 lutego   | 2019 | Val di Fassa | Kombinacja  | 2:03,77    | –      | Nicole Good           |
| 10.     | 27 lutego   | 2019 | Val di Fassa | Zjazd       | 1:23,91    | +1,05  | Juliana Suter         |
| 16.     | 7 marca     | 2020 | Narwik       | Zjazd       | 1:03,87    | +1,67  | Magdalena Egger       |
| 6.      | 8 marca     | 2020 | Narwik       | Supergigant | 1:08,10    | +0,62  | Magdalena Egger       |
| DNF1    | 9 marca     | 2020 | Narwik       | Kombinacja  | 1:39,23    | –      | Magdalena Egger       |
| 12.     | 11 marca    | 2020 | Narwik       | Gigant      | 2:04,91    | +2,62  | Sara Rask             |
| 18.     | 8 marca     | 2021 | Bansko       | Supergigant | 53,32      | +2,26  | Lena Wechner          |
| DNF2    | 9 marca     | 2021 | Bansko       | Gigant      | 1:46,54    | –      | Hanna Aronsson Elfman |
| 3.      | 10 marca    | 2021 | Bansko       | Slalom      | 1:40,24    | +0,21  | Sophie Mathiou        |

### Puchar Świata

#### Miejsca w klasyfikacji generalnej
- sezon 2020/2021: 82.
- sezon 2021/2022: 89.
- sezon 2023/2024:

#### Miejsca na podium w zawodach
1. Kranjska Gora – 7 stycznia 2024 (slalom) – 3. miejsce
2. Soldeu – 10 lutego 2024 (gigant) – 3. miejsce